# 상애천사천년 2: 달빛 아래의 교환
《상애천사천년2》(중국어 간체자: 相爱穿梭千年贰：月光下的交换, 정체자: 相愛穿梭千年貳：月光下的交換, 병음: Xiāng'ài chuānsuō qiānnián Èr: Yuèguāng xià de jiāohuàn 샹아이촨숴첸녠얼 웨광샤더자오환[*], Shuttle Love Millennium 셔틀 러브 밀레니엄[*])은 중국의 텔레비전 드라마이다. 이 중국 드라마는 대한민국의 중화TV에서는 상애천사천년2: in상하이으로 소개되었다.

## 소개
- 엄청난 부를 거머쥘 수도 사랑하는 사람의 목숨을 살리거나 역사를 뒤바꿀 수도 있는 시간여행, 비밀을 캐려는 자와 비밀을 지키려는 자의 시간을 넘나드는 전쟁을 그린 드라마

## 등장 인물
- 위대훈 : 장지강 (張志剛) /쑨치룽 (孙祺龙) 역
- 원융산 (文咏珊) (유년기: 자오주팅 (赵姝婷) 역) : 왕린 (王霖) 역
- 궈쉐푸 (유년기: 왕거거 (王格格) 역) : 방자의 (方紫儀) 역
- 우이 (武艺) : 공소동 (孔小冬) 역
- 허중 : 양웨이렌 (杨伟仁) 역
- 이자봉 (李子峰) : 진신 (陳迅) 역
- 장샤오천 (张晓晨) : 강세개 (姜世凱) 역
- 왕더순 (王德顺) : 왕씨 (王先生) 역
- 웨이라 (卫莱) : 쑨웨이 (孫唯) 역
- 리신란 (李欣然) : 천팅팅 (陈婷婷) 역
- 장신청 : 리하이룬 (李海倫) 역